# Lankacythere coralloides
Lankacythere coralloides is een mosselkreeftjessoort uit de familie van de Trachyleberididae. De wetenschappelijke naam van de soort is voor het eerst geldig gepubliceerd in 1886 door Brady.